# Ligne S du Transilien
La ligne S du Transilien, ou plus simplement la ligne S, est un projet de liaison par train de banlieue qui devrait desservir le sud de la région Île-de-France au départ de Paris-Gare-de-Lyon.
Celle-ci devait être créée à partir de 15 décembre 2024 à la suite de sa désolidarisation d'une partie de la ligne D du RER.
Cependant, en novembre 2024, le service annuel 2025 a gardé sa desserte dans la ligne D du RER.

## Histoire

### Naissance de la ligne S
En décembre 2018, les branches du RER D « Malesherbes » (de Corbeil-Essonnes à Malesherbes), « Vallée » (de Juvisy à Corbeil-Essonnes, via Ris-Orangis) et « Littoral » (de Corbeil-Essonnes à Melun) sont débranchées du reste du réseau RER D. Les trains en provenance ou à destination de Malesherbes ont désormais pour terminus ou point de départ la gare de Juvisy. 
Cette refonte de l'offre du RER D était censée résoudre le problème des retards sur la ligne et améliorer le confort pour les usagers quotidiens. Il est toutefois constaté que les dysfonctionnements n'ont pas cessé et que ce débranchement oblige de nombreux usagers à une rupture de charge en gares de Corbeil-Essonnes ou de Juvisy, avec pour conséquence un allongement du temps de parcours d'au minimum quinze minutes par trajet.
Réclamé par les maires des communes desservies par la branche Malesherbes et des associations d'usagers, un rétablissement des trains Paris-Malesherbes est envisagé en lien avec le projet de terrier de Bercy. Le terrier de Bercy consiste en la modification des voies d'accès de la gare Paris-Gare-de-Lyon et de la gare de Bercy pour permettre de faire circuler plus de trains. Envisagé depuis plusieurs années, l'avant-projet est lancé depuis 2017. Le projet final a un coût estimé à 230 millions d'euros environ.
Selon une étude financée par six communes réalisée par une agence spécialisée dont les résultats sont publiés en 2022, le rétablissement des directs Paris-Malesherbes serait possible sans modification majeure de l'infrastructure pour un coût de quelques dizaines de millions d'euros. La création de cette nouvelle ligne pourrait permettre de diminuer le temps de parcours de près de dix-huit minutes sur le tronçon reliant Corbeil-Essonnes à Paris-Gare-de-Lyon, sans correspondance. Selon cette étude, entre 16 et 33 allers-retours par jour pourraient être mis en place.
Après deux ans de discussions avec les collectivités locales et avec SNCF Réseau, la création de six allers-retours directs Paris-Malesherbes pour 2025, dite ligne S, est validée par Île-de-France Mobilités en juin 2023.
En octobre 2023, SNCF Transilien et SNCF Réseau confirme l’ouverture de huit voyages pour l'amorce de la ligne prévue en décembre 2024. Selon le service annuel 2025 ; la ligne n'est pas mise en place, au profit de la ligne D du RER :
- Départ de Malesherbes à 5 h 18 > Arrivée à Paris-Gare-de-Lyon à 6 h 37
- Départ de Malesherbes à 5 h 31 > Arrivée à Paris-Gare-de-Lyon à 6 h 51
- Départ de Malesherbes à 14 h 18 > Arrivée à Paris-Gare-de-Lyon à 15 h 37
- Départ de Paris-Gare-de-Lyon à 15 h 49 > Arrivée à Malesherbes à 17 h 6
- Départ de Corbeil-Essonnes à 19 h 46 > Arrivée à Paris Gare de Lyon à 20 h 21
- Départ de Paris-Gare-de-Lyon à 20 h 39 > Arrivée à Malesherbes à 21 h 56
- Départ de Paris-Gare-de-Lyon à 22 h 4 > Arrivée à Corbeil-Essonnes à 22 h 39
- Départ de Paris-Gare-de-Lyon à 22 h 30 > Arrivée à Malesherbes à 23 h 51

La construction du terrier de Bercy doit permettre l'augmentation de la fréquence à l'horizon 2032.

## Infrastructure

### Ligne
La ligne S devrait relier Paris-Gare-de-Lyon à la gare de Malesherbes, toutes deux situées sur le réseau Transilien Paris Sud-Est.

### Tensions d'alimentation
La ligne devrait être électrifiée en courant continu 1,5 kV comme tout le réseau de Paris-Gare-de-Lyon.

## Liste des gares

### Gares desservies
Depuis Paris-Gare-de-Lyon (surface), les trains de la ligne devraient être sans arrêt jusqu'à la gare de Juvisy puis desservir toutes celles de la branche vers Malesherbes, situées sur le RER D.